# Colpo di Stato in Perù del 1992
Il colpo di Stato in Perù del 1992, conosciuto anche come autogolpe, Fujigolpe, o Fujimorazo, è avvenuto il 5 aprile 1992 a causa della crisi economica interna allo stato.

## Storia
L'allora presidente Alberto Fujimori, ottenuto l'appoggio di alcuni membri del Parlamento e l'aiuto dei vertici militari, condusse un colpo di Stato contro la Costituzione del Paese. L'evento è anche chiamato autogolpe (o Fujigolpe). 
Ciò portò allo scioglimento del Congresso e alla sospensione dell'attività dei magistrati.

### Seguiti
Il 13 novembre 1992 il generale dell'esercito Jaime Salinas Sedó tentò un colpo di Stato per rovesciare il governo Fujimori. Quest'ultimo si rifugiò presso l'ambasciata del Giappone. Il golpe terminò con la sconfitta del generale e i suoi partecipanti furono arrestati. Il dittatore peruviano colse quest'occasione per rafforzare ulteriormente la sua autorità governativa creando il Governo di emergenza e ricostruzione nazionale attraverso il cosiddetto "secondo autogolpe" o Fujimorazo.